# کوشک‌آباد (بیرجند)
کوشک‌آباد نام منطقه‌ای مسکونی است در دهستان کاهشنگ از توابع بخش مرکزی شهرستان بیرجند، واقع در استان خراسان جنوبی کشور ایران که بر پایه سرشماری عمومی نفوس و مسکن در سال ۱۳۹۵ جمعیت آن ۱۲ نفر (در ۵ خانوار) بوده‌است.